# Pravoslavlje u Hrvata
Po popisu stanovništva iz 2011. godine u Hrvatskoj živi 16.647 Hrvata pravoslavnih kršćana. Danas ne postoji autokefalna hrvatska pravoslavna crkvena organizacija, ali je postojala u razdoblju od 1942. do 1945. godine, u doba NDH. Dne 10. rujna 2010. godine osnovana je Udruga hrvatskih pravoslavnih vjernika čiji je cilj osnivanje autokefalne hrvatske pravoslavne crkvene institucije i slobodno izjašnjavanje pravoslavnih kršćana pripadnicima hrvatskog naroda. 
Na popisu stanovništva u Bosni i Hercegovini 2013. godine 1 172 osobe su se izjasnile kao Hrvati pravoslavni kršćani. Popis stanovništva u Crnoj Gori 2003. zabilježio je 107, a 2011. 90 Hrvata pravoslavnih kršćana.

## Povijest
Kod formiranja suvremenih naroda u jugoistočnoj Europi vrlo važnu ulogu imala je religija. Tako je katoličanstvo smatrano glavnim indikatorom hrvatstva, pravoslavlje glavnim indikatorom srpstva, a islam glavnim indikatorom bošnjaštva. Srpstvo je često potpuno poistovjećivano s pravoslavnim kršćanstvom. Dok je Katolička crkva univerzalna, pravoslavne crkve imaju nacionalni predznak. To dokazuju izrazi srpska crkva, srpski pop, srpski Badnjak, srpski Božić, srpska Nova godina, srpski sveci, čak i srpska vjera. Srpska pravoslavna crkva koja je pod tim imenom osnovana tek 1920. godine izjednačava vjersko s nacionalnim, te je kanonizirala sve vladare iz obitelji Nemanjića osim Dušana Silnog i Uroša Nejakog. Kako nema druge autokefalne pravoslavne crkvene organizacije na hrvatskom etničkom prostoru osim SPC, teško netko tko je njen član i tko slavi srpske vladare kao svece može biti bilo što drugo osim Srbin po nacionalnosti. Međutim, postoje dokazi kako su se neki pravoslavni kršćani smatrali Hrvatima. Sve do 1920. godine pravoslavni kršćani zapadno od Drine nisu imali skoro nikakvu crkvenu poveznicu sa srpskim i crnogorskim vjernicima. Srbi su bili pod jurisdikcijom srpske (raške) mitropolije, Crnogorci crnogorske, a oni u današnjoj Hrvatskoj i BiH karlovačke, dalmatinsko-bukovinske i sarajevske. Crnogorska pravoslavna crkva bila je autokefalna i nije pripadala Pravoslavnoj crkvi u Srbiji sve do ujedinjenja Crne Gore i Srbije 1918. godine, kada joj je pripojena, kako danas neki crnogorski analitičari tvrde, silom s ciljem srbizacije Crnogoraca.

### Vlasi
Pravoslavni kršćani Vojne krajine stoljećima su se najčešće nazivali Vlasima ili Morlacima. Srpski povjesničari često su vlaško ime jednostavno zamjenjivali srpskim, iznoseći tvrdnje "da su oni vlasi po staležu (stočari), a ne narodnosti (romanski narod)". Godine 1596. "Pounska krajina vlaški sinovi..." obraćaju se Ferdinandu III. kao "svih slovinskih i hrvatskih i primorskih krajina, štajerskih, karantanskih i svih zapadnih zemalja..." pa izražavaju radost zbog vijesti "da hoćeš napridovati na ovu krainu pounsku..." (pozivaju ga doći i kažu kako će ga čekati) "nego li služiti poganim Turkom i viri prokletoga Muhameda otpadnika, ki nas popirau, i našu viru kršćenu i terau, da mi kršćenu krv prolivamo, a mi volimo nih krv prolivati nego li svoe vire kršćene." Dakle, vlaški vojvoda Đurđe 1642. godine odgovara zagrebačkom biskupu na jedan njegov zahtjev. Srpski povjesničari kažu za njega i za krajiške pravoslavne kršćane da su Srbi, međutim sam vojvoda Đurđe ne spominje to ime već odgovara zagrebačkom biskupu: "da bi Laških sinov ne bilo, puste bi Kraine bile, nego se s nimi Kraine brane i podpiraju i oni su kakti jedan čit. I to dobro znate vaše gospodstvo, da smo jedna bratia, da oni ne mogu prez nas živi biti, kako ti ni mi prez nih. Tako nemoite nas bantuvati ni burkati Kraine med sobom." Dalje Vojvoda kaže: "Ja ne možem kraine deržati ar se ona hoće zadovoljiti i fantiti." U 17. stoljeću spominju se Vlaška zajednica (COMMUNITAS VALACHORUM) i Vlaški statuti. Pravoslavni kršćani u Hrvatskoj i BiH i danas se jezično ne razlikuju od svojih sudržavljana katoličke i islamske vjeroispovijesti, već govore (i)jekavicom ili čak ikavicom. Zagrebački biskup Franjo Ergelski je 1635. tvrdio da je među pravoslavnim Vlasima bila gotovo polovica katolika – dijelom su to bili Slavonci, a dijelom Predavci. Isti biskup se ujedno žalio kako su mnogi kmetovi koji su pobjegli među Vlahe napuštali katoličku vjeru i prelazili na pravoslavlje. U ovom trenutku je nemoguće utvrditi brojčane podatke doseljavanja,
ali kako je Sabor pitanju ‘‘odbjeglih kmetova” pridavao veliko značenje moguće je pretpostaviti kao je migracija bila opsežna.  Prilikom formiranja suvremenih naroda u 19. stoljeću mnogi pravoslavni kršćani prihvatili su hrvatski nacionalni identitet. D. Teleki von Szék 1795. za dio naroda u Otočačkom, Ličkom, Slunjskom i Ogulinskom okrugu kaže da pripada ime Vlah, no da
u jeziku uopće nema sličnosti s Vlasima, već da je riječ o Hrvatima.Vodeći slavist na početku 19. stoljeća J. Grimm kaže 1824.godine da se pučani na širokim štokavskim prostorima ne žele zvati Srbima, (»ni turski, ni ilirski,
ni hrvatski Srbin ne želi zvati Srbinom «. Slično je mislio i utemeljitelj slavistike J. Dobrovský:
Nijedan Bosanac se neće nazvati Srbinom, što vrijedi i za Dalmatince. Mišljenje J. Dobrovskoga o proširenju srpskog imena u Bosni u podudarnosti je sa zapažanjima I. F. Jukića iz 1842. koji istražuje po Bosni dvije godine i zaključuje da nikad nije čuo za srpski narod ili srpski jezik.

### Hrvati
U literaturi s kraja 18. i početka 19. stoljeća ima zapisa koji upućuju na postojanje pravoslavnih Hrvata. D. Teleki von Szék 1795. godine
tvrdi da su Hrvati većim dijelom katolici, a da manjim dijelom, i to graničari, pripadaju grčkoj crkvi. U jednom vrelu iz 18. stoljeća nakon opisa borbi u kojima su sudjelovale hrvatske jedinice, samorazumljivo se nadodaje da su »u Hrvata bila tri grčka svećenika, a u ugarskih naroda dva katolička. Austrijski knjizevnik Carl Christian Viktor u svom djelu "Chronicon viennense" (Knjiga 1, 1790.) piše o Hrvatima Austrije i Turske: opisuje kako su »turski Hrvati« pod zaštitom »paša i sandžaka« upadali na carevu zemlju i ondje pljačkali sela, a »carevi Hrvati« zauzvrat progonili te razbojnike i pljačkali sela »turskih Hrvata«, treba pretpostaviti da »carevi Hrvati« nisu bili samo katolici, već i pravoslavci. Prema caru Josipu II. (1785. godine) pored katoličkih Hrvata postojali i Hrvati »nepounijaćene grčke religije«.

### Narodnosna samoidentifikacija pravoslavnih iseljenika u Sjedinjene Američke Države na otoku Ellis
Osobno izjašnjavanje stanovnika Hrvatske i Bosne i Hercegovine pri ulasku u Sjedinjene Američke Države tijekom 19. i 20. stoljeća. S prezimenom »Paspalj« u bazi je upisano četvero ljudi. Trojica su upisana kao Hrvati po narodnosti.Ispred i iza njih upisane su osobe židovske narodnosti iz Rusije i Ugarske.
U bazi je upisano 16 osoba s prezimenom »Mrkalj«. Traženjem potvrda toga prezimena s kriterijem da su mu nositelji u bazi upisani kao Hrvati ili Srbi, dobiva se podatak da Srba s tim prezimenom nema a da je Hrvata petero. Otvore li se kartice s osobnim podatcima ljudi koji se prezivaju
Mrkalj, vidi se da Hrvata s tim prezimenom ima čak 11 (»Jovo«, dva puta »Lazo«, »Miladin«, »Mile«, »Gjuro«, »Ivan«, »Pavao«, »Petar«, »Pavao«, »Nikola«). Npr., »Jovo Mrkalj« i njemu slijedeći »Stevo Crevar« upisani su kao Hrvati po narodnosti između Rumunja i Madžara. S prezimenom »Tesla« upisano je u bazi 89 osoba, od toga 29 Hrvata i 5 Srba. Oni koji su u bazi evidentirani kao Hrvati, zovu se »Vasilj«, »Vasily«, »Stevan«, »Simo«, »Sava«, »Rade«, »Petar«, »Marko«, »Mile«, a dolaze iz mjestâ kao npr. »Medak«, »Vojnic«, »Vrbovsko«, »Mitrovica« Pod prezimenom »Gjukic« u bazi je upisano 67 osoba, od toga 42 Hrvata i 4 Srbina; prezime »Mihajlovic« ima 75 nositelja, od toga 27 Hrvata, 8 Srba; prezime »Mihailovic« ima 41 nositelj, od toga 26 Hrvata, 1 Srbin; prezime »Dubaic« ima 12 nositelja, od toga 7 Hrvata, 2 Srbina; prezime »Raskovic« ima 41 nositelj, od toga 15 Hrvata, 4 Srbina; prezime »Lazarevic« imaju 32 nositelja, od toga 7 Hrvata, 4 Srbina; prezime »Milosevic« imaju 273 nositelja, od toga 116 Hrvata, 16 Srba (»Milosevich« 32, 9 Srba, nema
Hrvata); prezime »Ciganovic« ima 45 nositelja, od toga 27 Hrvata, 7 Srba; prezime »Gutesa« ima 12 nositelja, od toga 6 Hrvata, nema Srba; prezime »Jerosimic« ima 5 nositelja, od toga 4 Hrvata, nema Srba; prezime »Trkulja« ima 98 nositelja, od toga 60 Hrvata, 4 Srba; prezime »Rakic« ima 159 nositelja, od toga 70 Hrvata, 29 Srba, prezime »Uzelac« ima 211 nositelja,
od toga 121 Hrvat, 16 Srba, prezime »Vukasavljevic« ima jednu potvrdu, Hrvat; prezime »Strbac« ima 58 nositelja, od toga 23 Hrvata, 11 Srba; prezime »Pupovac« ima 36 nositelja, od toga 9 Hrvata, 3 Srbina; prezime »Dimitrovic« ima 35 nositelja, od toga 13 Hrvata, 8 Srba,itd.Mihael Raskovic« stiže 27.X.1913. iz mjesta Benkovac koje je u zemlji Dalmaciji, ima ugarsko državljanstvo, a Hrvat je po narodnosti.29.III.1912. upisani su iza skupine Bugara »Milan Rasković«, »D? Milovojević« (u bazi »Dsuitar«) i »Miloš Kolemdjija«. Dolaze iz mjesta Karin, iz zemlje Dalmacije, austrijskoga su državljanstva, a Hrvati po narodnosti. »Cedomir Raskovic« posljednji je na svojem popisu od 15.X.1912. Ima ugarsko državljanstvo i dolazi iz mjesta »Budjanovci«. Po narodnosti je Hrvat. 30.III.1910. stiže »Nikola Ciganovic« iz (zapadnobosanskoga) sela Mrkalji i kaže da je austrijskoga državljanstva, a hrvatske narodnosti.
Nikola se na popisu nalazi iza skupine Rumunja. Hrvatima se 29.V.1912. izjašnjava četvero daljnjih pravoslavnih useljenika iz Mrkalja: Nikola i Jovan Ciganović, Jovo i Pavle Davidović. S njima je i neki Mihajlo iz obližnjega naselja Slatina. Tu skupinu bosanskih Hrvata na popisu predvodi »Stanko Skrbic«. Ako bi se za njih pretpostavilo da se izjašnjavaju Hrvatima zato što dolaze iz područja u Bosni koje se nekoć zvalo Turskom
Hrvatskom, treba uzeti u obzir i doseljenike poput onih s imenima »Vokan [Vukan] Micic«, »Vide Bubica« i »Pero Bukvic« koji stižu iz Sarajeva 1.V.1904. Za njih je zapisano da su ugarskoga državljanstva i hrvatske narodnosti. Upisani su iza skupine Nijemaca. »Jovo Karanovic« upisan je pak 22.VI.1913. iza jedne Židovke iz Rusije. Kaže da dolazi iz mjesta »Petrovic« u zemlji koja je u bazi zapisana kao »Boznia«, te da je Hrvat po narodnosti. 26.IV.1912. stiže iz sela »Vlahovic« u Hercegovini (tj. Vlahovići kod Ljubinja u istočnoj Hercegovini) »Mahmutovic Hadzo« i izjašnjava se Hrvatom. Prije njega je upisan jedan Srbin iz Hercegovine. Na istom se popisu nalazi i »Lubolic Mihajlo« iz Hercegovine, koji je upisan kao Hrvat.

### 20. stoljeće
"U srpskoj crkvi zatekosmo tada mnogo sveštenika, koji ne znadoše ni ko bješe sv. Sava a kamo li da su htjeli biti Savinijem apostolima, da njegove amanete: pravoslavnu vjeru i narodnost srpsku čuvaju i u njima pastvu svoju krijepe! Ta među njima zatekosmo čak neke da su 'pravoslavni Hrvati' koji sa amvona srpskog prosvjetitelja Save hrvatsku misao propovijedahu, a latinica im bješe milija od ćirilice." - Srbobran, 4(16)10.1894., br. 113.
"Zabilježena je zgoda iz 1908. godine kad je hrvatski hajduk Andrijica Šimić nakon višedesetljetnog tamnovanja obilazio Zagoru. U jednoj su ga gostioni između Ciste i Lovreća zapitali kakav mu je pouzdanik u hajdučkoj družini bio Srbin Jovo Kadijević, na što im je Šimić odbrusio da Jovo Kadijević nije nikakav Srbin, nego Rvat rišćanske vire."
Prigodom popisivanja iseljenika iz Habsburške Monarhije na Ellis Islandu u SAD-u 10. kolovoza 1913. godine upisivala se etnička pripadnost po samoizjašnjavaju. Brojni su se pravoslavni kršćani izjasnili Hrvatima. Nositelji mnogih poznatih prezimena za koja bi danas većina ljudi bez oklijevanja kazala da su srpska (Tesla, Paspalj, Mrkalj, Desnica, Lazarević, Ciganović, Milošević, Vukosavljević, Štrbac, Vukodinović, Dimitrović, Rašković) upisali su se kao Hrvati.
Nakon proglašenja Srpske pravoslavne crkve 1920. godine broj pravoslavnih kršćana koji se smatraju Hrvatima sveden je na par tisuća, ali je u posljednje vrijeme opet u porastu. Deset generala NDH (7.63% od ukupnog broja) bili su pravoslavni kršćani. Na popisu stanovništva u Hrvatskoj 2001. godine 11.400 pravoslavnih kršćana izjasnilo se Hrvatima, a na popisu 2011. godine par tisuća više (16.647).

## Poznate osobe
- Mojsije Baltić (Gora (Petrinja), 19. veljače 1804. − Zagreb, 31. listopada 1879.), hrvatski saborski zastupnik, lokalni dužnosnik i gospodarski stručnjak.
- Delko Bogdanić (Ličko Lešće, 27. kolovoza 1910. - Kosinjski Bakovac, 30. studenoga 1945.) je bio hrvatska vojna osoba. Pripadao je ustaškom pokretu.
- Svetozar Borojević (Umetić, kod Kostajnice, 13. prosinca 1856. – Klagenfurt, 23. svibnja 1920.) feldmaršal Oružanih snaga Austro-Ugarske.
- Dimitrija Demeter (Zagreb, 21. srpnja 1811. - Zagreb, 24. lipnja 1872.), bio je pjesnik, dramatičar, prevoditelj, publicist i hrvatski književni i kazališni djelatnik
- Špiro Dmitrović (Benkovac, 1803. – Zagreb, 6. veljače 1868.) hrvatski časnik i politički borac u doba ilirizma.
- Đuro Dragičević (njem.: Georg Dragičević) (Kalesija, Bosna i Hercegovina, 7. studenoga 1890. - Beč, Austrija, 28. srpnja 1980.), hauptmann (satnik) Austro-Ugarske vojske, te kasnije pripadnik Kraljevske jugoslavenske vojske i Hrvatskih oružanih snaga.
- Fedor Dragojlov (Pančevo, 21. kolovoza 1881. – Buenos Aires, 8. prosinca, 1961.), hrvatski vojnik, general Domobranstva NDH.
- Đuro Gruić (Srijemska Mitrovica, 6. prosinca 1887. - Beograd, 24. rujna 1945.), general za vrijeme NDH.
- August Harambašić (Donji Miholjac, 14. srpnja 1861. – Zagreb, 16. srpnja 1911.), hrvatski pisac, pjesnik, publicist, političar i prevoditelj iz 19. stoljeća.
- Nikola Kokotović (Gornji Kosinj, 7. rujna 1859. - Zagreb, 6. siječnja 1917.), hrvatski novinar i član Čiste stranke prava.
- Dušan Kotur (Sisak, 14. veljače 1853. − Zagreb, 12. travnja 1878.) je bio hrvatski pisac, hrvatski rodoljub, prevoditelj i mecena.
- Petar Lazić (Barlete pokraj Ličkog Osika, 1892., - Zagreb, 29. lipnja 1945.), bio je predsjednikom pravoslavne crkvene općine u Zagrebu za vrijeme NDH.
- Spiridon Mifka (Samobor, 9. travnja 1902. – Zagreb, 29. lipnja 1945.), sarajevski episkop.
- Stjepan Miletić (Zagreb, 24. ožujka 1868. - München, 8. rujna 1908.), hrvatski kazališni intendant, redatelj, kazališni kritičar i književnik.
- Milan Ogrizović (Senj, 11. veljače 1877. - Zagreb, 25. kolovoza 1923.), hrvatski književnik i političar (Čista stranka prava)
- Dušan Plavšić (Vinkovci, 22. travnja 1875. - Zagreb, 18. prosinca 1965.) bio je hrvatski financijski dužnosnik i glavni financijer hrvatske moderne.
- Petar Preradović (Grabrovnica kraj Pitomače, 19. ožujka 1818. - Fahrafeld kraj Beča, 18. kolovoza 1872.), bio je vojnik, hrvatski pjesnik i prevoditelj.
- Gabrijel barun Rodić (njem.: Gabriel Joseph Freiherr von Rodich) (*1812. - †1890.), hrvatski plemić, vojskovođa i visoki državni dužnosnik u Habsburškoj Monarhiji.
- Josip Runjanin (Vinkovci, 8. prosinca 1821. - Novi Sad, 2. veljače 1878.), bio je hrvatski skladatelj i časnik u austrougarskoj vojsci.
- Milan Emil Uzelac (Komoran (Mađarska), 26. kolovoza 1888. - Zagreb, 7. siječnja 1953.) hrvatski vojnik i vojni zapovjednik koji je bio vodeća ličnost u zrakoplovstvu Austro-Ugarske, Kraljevine SHS (Jugoslavije) i NDH.
- Gedeon Zastavniković (Široka Kula, 1825. - Beč, 6. siječnja 1869.), bio je časnik u habsburškoj vojsci.

## Vanjske poveznice
- Službene stranice Udruge hrvatskih pravoslavnih vjernika
- S.M. Štedimlija, Povijest pravoslavaca u Hrvatskoj  Arhivirana inačica izvorne stranice od 8. srpnja 2016. (Wayback Machine)